# Centre de perfectionnement aux affaires
El Centre de perfectionnement aux affaires de Paris (CPA Paris) es un centro privado francés de educación técnica superior creado en 1929 por la Cámara de Comercio e Industria de París con el nombre de Centre de perfectionnement aux affaires. Su misión original era formar pragmáticamente profesionales de la gestión empresarial utilizando nuevos métodos de enseñanza, en particular los de la Universidad de Harvard con la ayuda de Georges Doriot, uno de los primeros graduados franceses.
En 1999, la CPA se integró en la Escuela de Estudios Superiores de Comercio y desde 2002 imparte el programa “Executive MBA”. La CPA tiene su sede en París pero ofrece sus programas en Jouy-en-Josas.
Siguiendo el modelo de la CPA de París, cámaras de comercio e industria de otras regiones de Francia (Lyon, Niza, Toulouse, Lille, etc.) han creado otras CPA. Desde 2006, en la EM Lyon y en la Toulouse Business School, a la que se unió CEPI Management para el CCI Grand Lille en 2011, la CPA imparte un Programa de Gestión Avanzada (AMP), con el fin de seguir promoviendo la formación de líderes por líderes beneficiándose al mismo tiempo de Apoyo académico de Escuelas de Negocios.
En 2002, EMBA HEC obtuvo la acreditación de la Asociación de MBA.
El CPA Paris expide un diploma reconocido por el Estado a nivel de maestría.

## Graduados famosos
- Francis Bouygues, un empresario francés